# Grutten

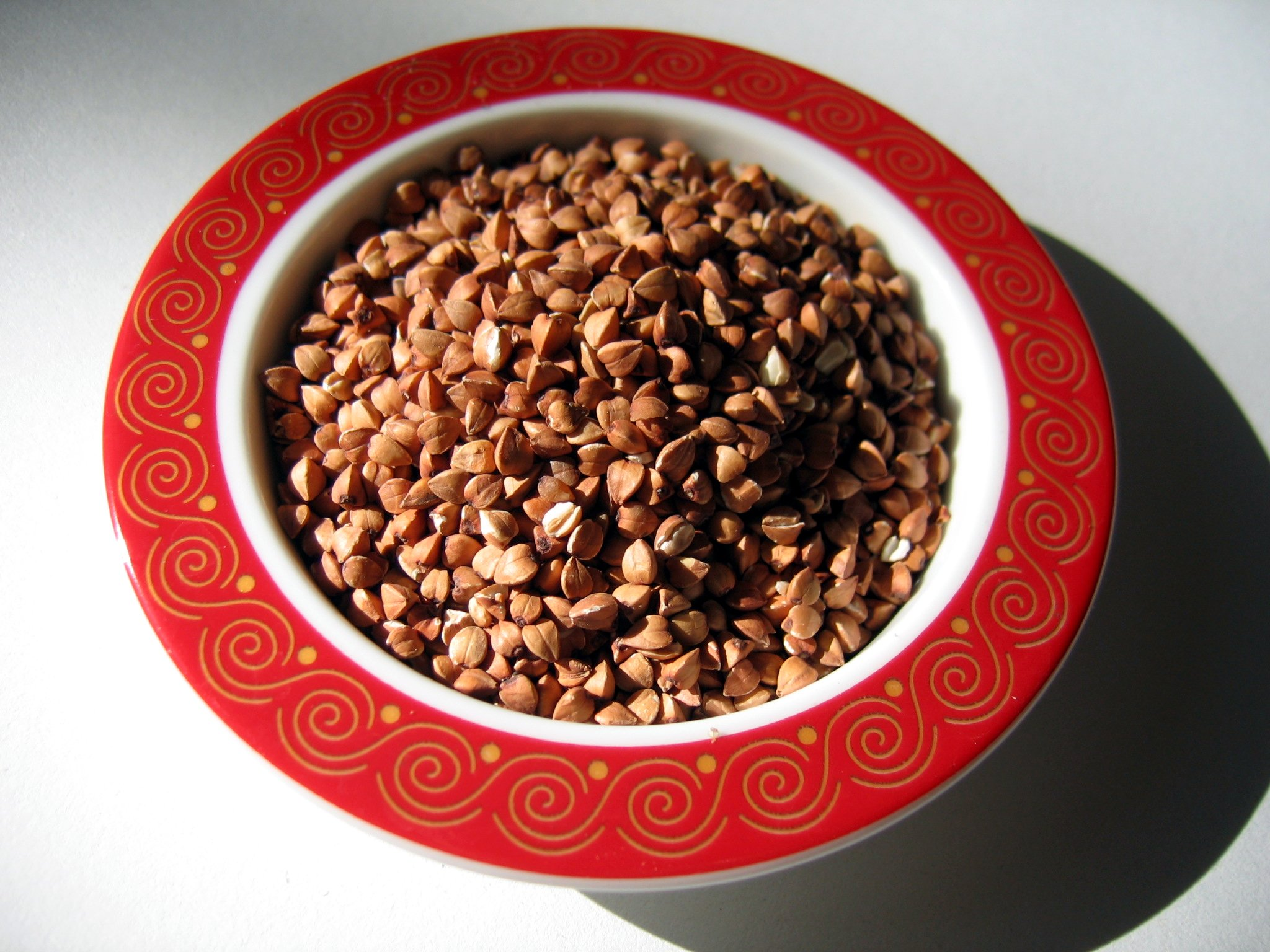
Gepelde boekweitzaden

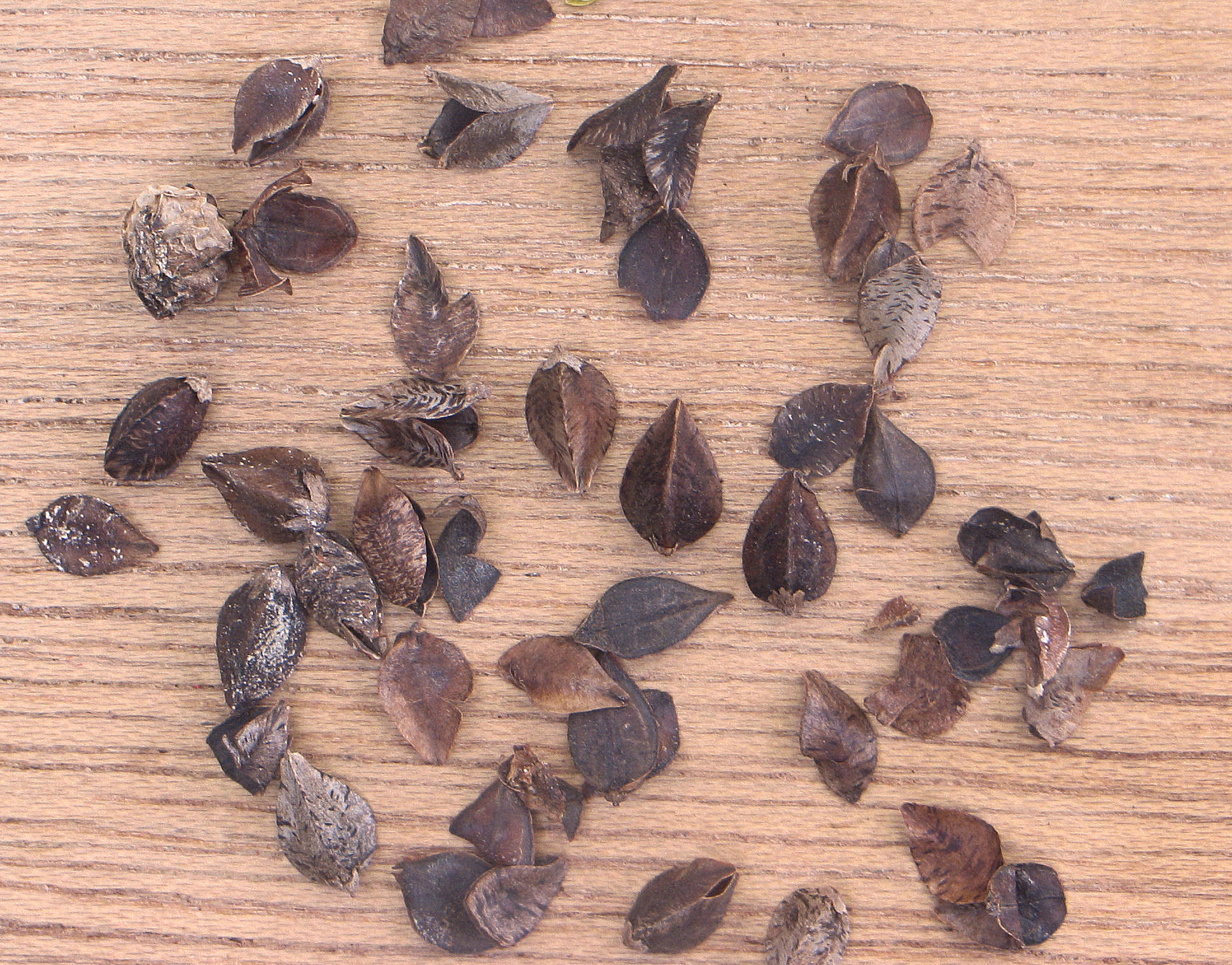
Zaden van boekweit

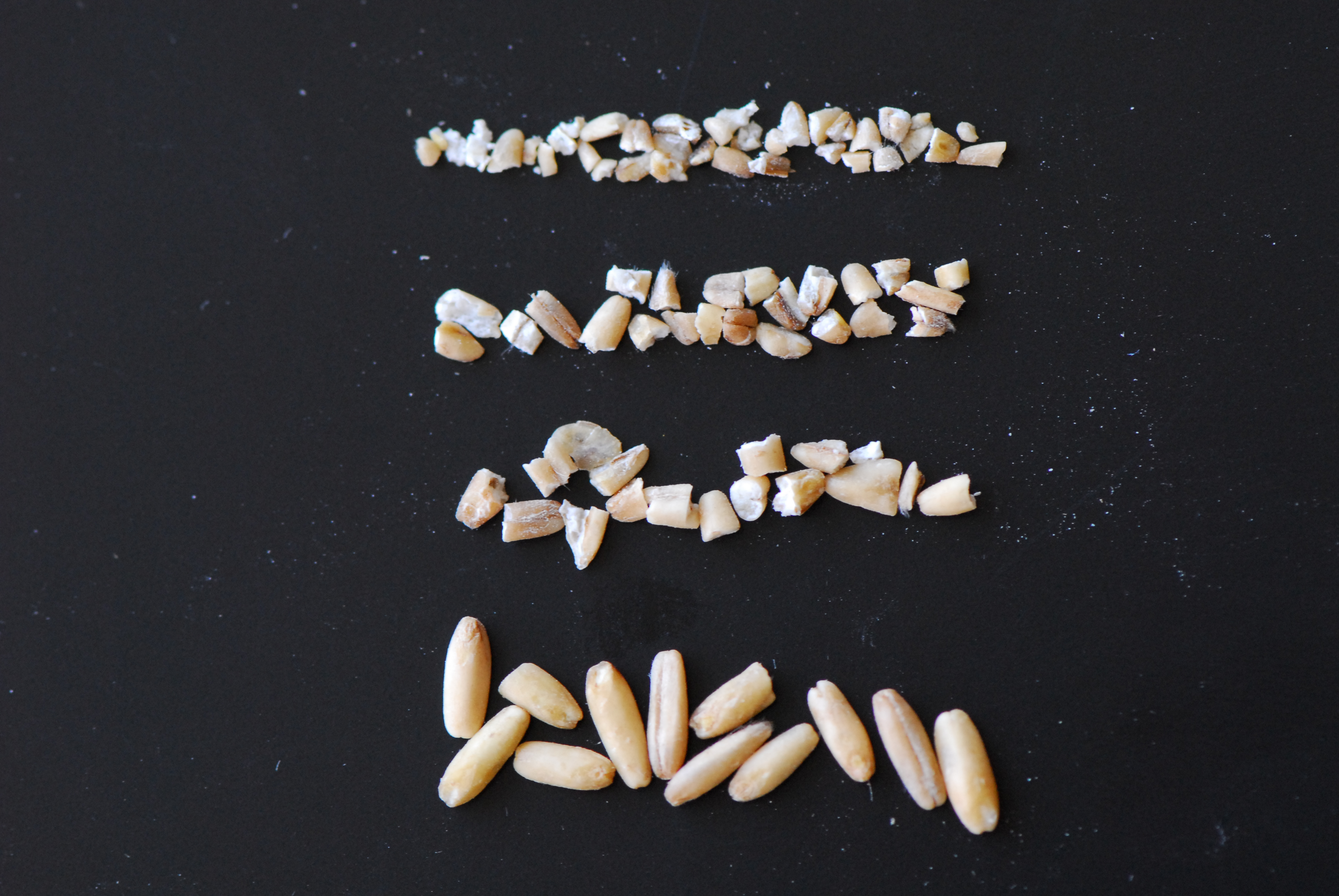
Havergrutten en gepelde haver (onder)

Grutten is een benaming voor graan in gepelde en gebroken vorm. De in Nederland tot grutten verwerkte graansoorten waren van oudsher gerst of gort (= gepelde gerst), boekweit en haver. 

## Toepassing
Grutten werden voornamelijk gebruikt om er pap of brij van te maken, soms ook om waterige, 'dunne' soep meer substantie te verlenen. Gortgrutten – of de hele korrel – worden in water geweekt, gekookt en tot slot wordt er karnemelk bij gedaan. Het zo verkregen gerecht heet karnemelksepap of gortepap. 
Gort is ook een bestanddeel van watergruwel of krentjebrij.
Een ander, tot in de jaren vijftig, gangbaar en geliefd gerecht is van boekweitgrutjes en heet grutjes-met-stroop of kortweg grutjes. Ook deze grutten werden met water of melk tot een dikke brij gekookt, die met stroop, soms ook een klontje boter, werd gegeten. Afgekoeld en stijf geworden sneed men er plakken van, die werden opgebakken in boter en eveneens gegeten met stroop.

## Etymologie
Grutten is het werkwoord voor het breken van boekweit, gerst of haver en het meervoud van grut. Het is etymologisch verwant aan de woorden grit, gruis en gries (griesmeel). "Grut beteekend al het geen klein gebrooken is."(1681; WNT). Ook in het woord grutterij, een oude benaming voor een winkel in levensmiddelen (kruidenierswinkel), is het woord grut terug te vinden.
In Rusland is kasja een verzamelnaam voor gerechten die gemaakt zijn van allerlei soorten gekookte grutten.
Biologische winkels verkopen tegenwoordig ook weer grutten. Eén der eerste biologische winkels in het  Eindhovense stadsdeel Gestel heette De Gestelse grutter.
Op verpakkingen is vaak de Amerikaanse benaming steel-cut-oats, de Engelse benaming pinhead oats, coarse oatmeal of de Ierse benaming Irish oatmeal te vinden.

## Trivia
Het Gruuthuse te Brugge is van grutten afgeleid. Ook de familienaam Gorter is hiervan afgeleid. Een voormalige keten van kruidenierswinkels heette De Gruyter.
De stripreeks de Bommelsaga voert de kruidenier Garmt Grootgrut ten tonele. Als afgeleide daarvan wordt een supermarktketen wel een 'grootgrutter' genoemd.